# Nantian
Nantian (kinesiska: Nan-t’ien, Nan-t’ien-shih, 南田镇) är en köping i Kina. Den ligger i provinsen Zhejiang, i den östra delen av landet, omkring 260 kilometer söder om provinshuvudstaden Hangzhou. Antalet invånare är 15 411. Befolkningen består av 7 381 kvinnor och 8 030 män. Barn under 15 år utgör 21,0 %, vuxna 15-64 år 63 %, och äldre över 65 år 15,0 %.
Runt Nantian är det ganska tätbefolkat, med 192 invånare per kvadratkilometer. Nantian är det största samhället i trakten. I omgivningarna runt Nantian växer i huvudsak blandskog.
Genomsnittlig årsnederbörd är 2 093 millimeter. Den regnigaste månaden är juni, med i genomsnitt 303 mm nederbörd, och den torraste är januari, med 64 mm nederbörd.